# Robin des Toits
Ne doit pas être confondu avec Robin des Bois.
Robin des Toits est une association française, intervenant dans la lutte contre les aspects qu'elle juge dangereux du rayonnement électromagnétique et les implantations d'antennes-relais, en particulier dans le contexte de l'électrosensibilité.

## Historique
En 2009 il y a environ 250 associations et collectifs adhérents à Robin des Toits.
En 2012, l'association Robin des Toits, qui milite contre la pose de nouvelles antennes et pour « un seuil d'exposition maximal de 0,6 V/m (pour la 2G) et un moratoire sur l'UMTS (3G) », saisit le Conseil d'État pour dénoncer « la marge de manœuvre de plus en plus limitée des Maires dans les plans de déploiement des opérateurs mobiles ». 
En 2013, l'association qui « a pu inciter des communes à mener des expérimentations à 0,6 V/m, à l'image de Tourcoing ou de Montreuil-sous-bois », renonce finalement à son action sur Paris.

## Positions

### Téléphonie mobile
À la suite du rapport émis le 15 octobre 2013 par l'ANSES déclarant que les études scientifiques ne montrent pas « d'effet avéré » sur la santé. Robin des Toits déplore que l'ANSES a négligé les études sur l'impact de la technologie 4G et demande l'« application du principe de précaution ».

### Compteurs intelligents
Dès la généralisation des compteurs dits intelligents de type Linky, elle s'y est opposée. En décembre 2017, l'association décide de ne pas répondre à l'audition sur les compteurs électriques Linky, organisée par l'Assemblée nationale, les quatre minutes imparties ne lui semblant « concédées que pour éviter tout questionnement sérieux » sur le sujet.
En 2018, l'association dénonce le coût de la pose des nouveaux compteurs, Gazpar nécessitant un « investissement d'un milliard d'euros » et Linky de cinq milliards.